# Mont Suswa
Le mont Suswa est un volcan bouclier de la vallée du Grand Rift, au Kenya. Il se situe entre les villes de Narok et de Nairobi, la capitale du Kenya. Sa partie nord-ouest se trouve dans le comté de Narok, ses parties orientale et méridionale dans le comté de Kajiado. Une ville du même nom se situe juste au nord-ouest de la montagne et constitue le principal point d'accès pour la visiter.

## Géologie

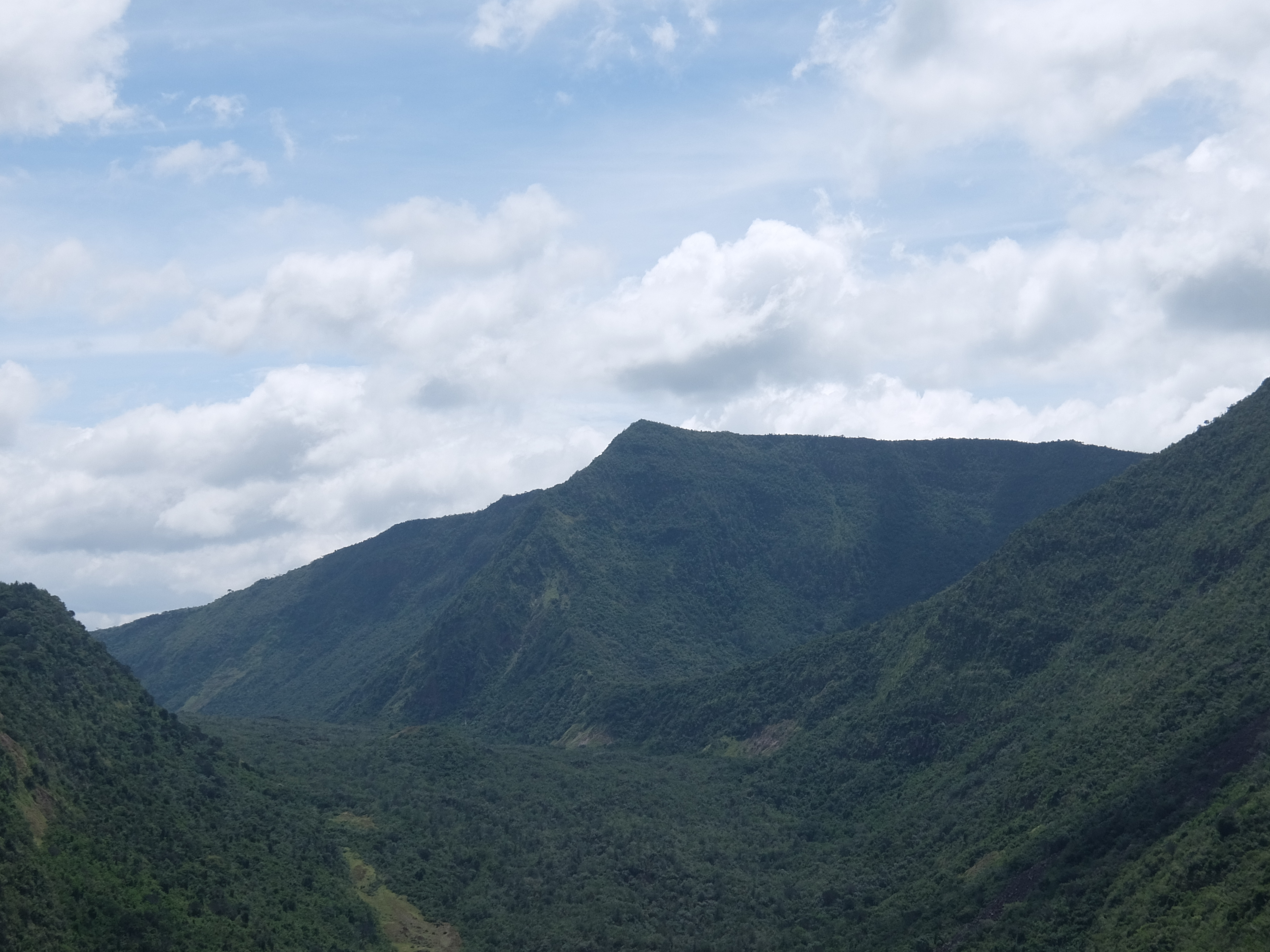
Vue du sommet du mont Suswa depuis l'intérieur du cratère vers le sud-est.

Le mont Suswa est caractérisé par un double cratère avec un cratère intérieur formant un fossé entourant des blocs de roches inclinés. Il présente aussi des tunnels de lave du côté nord-est de son cratère externe.

## Faune et flore
Le cratère intérieur abrite des nombreuses espèces de serpent. On trouve aussi des zèbres, des girafes, des mangoustes, des tortues, des hyènes et des léopards.
Le réseau de tunnels de lave est habité par des babouins. Un documentaire de la BBC, The Great Rift: Africa's Wild Heart, montre des babouins se réfugiant dans une des grottes pour s'abriter d'un léopard ; cette chambre souterraine a été nommée « le parlement des babouins ».

## Alpinisme et tourisme
Il est possible d'accéder avec un véhicule tout-terrain jusqu'au cratère externe. On peut aussi escalader la montagne, les accès les plus faciles se situant au nord et au nord-est. Il existe une voie balisée, le Rauch's Trail, jusqu'au sommet.
Le réseau de tunnels de lave du côté oriental peut aussi se visiter.